# Gordie Howe
Gordon „Gordie“ Howe OC (* 31. März 1928 in Floral, Saskatchewan; † 10. Juni 2016 in Toledo, Ohio) war ein kanadischer Eishockeyspieler. Zwischen 1946 und 1980 verbrachte der rechte Flügelstürmer 26 Saisons in der National Hockey League (NHL) sowie sechs weitere in der World Hockey Association (WHA). Er gilt einhellig als einer der besten und bedeutendsten Spieler in der Geschichte des Sports und erhielt daher den Spitznamen „Mr. Hockey“, während er bereits seit 1972 Mitglied der Hockey Hall of Fame ist.
Seine NHL-Karriere ist insbesondere mit den Detroit Red Wings verbunden, für die er von 1946 bis 1971 auf dem Eis stand. Mit dem Team, das er zwischenzeitlich auch als Kapitän anführte, gewann er in den 1950er Jahren viermal den Stanley Cup. Persönlich wurde er in dieser Zeit sechsmal mit der Hart Memorial Trophy als wertvollster Spieler der Liga ausgezeichnet und errang ebenso häufig die Art Ross Trophy als bester Scorer der NHL. Zum Zeitpunkt seines Karriereendes hatte kein Akteur mehr Spiele (1767), Tore (801), Vorlagen (1049) oder Scorerpunkte (1850) in der NHL verzeichnet, während diese Bestmarken bis heute nur vereinzelt übertroffen wurden und er nach wie vor eine Reihe NHL-Rekorden hält. In den Offensivstatistiken wurden seine Bestwerte vor allem von Wayne Gretzky eingestellt, während ihm als Rekordspieler der NHL Patrick Marleau erst im April 2021 nachfolgte. Darüber hinaus hält der Kanadier zahlreiche Franchise-Rekorde bei den Red Wings, die seine Trikotnummer 9 nicht mehr vergeben.
Im Herbst seiner aktiven Laufbahn spielte Howe, dessen Söhne Marty und Mark Howe ebenfalls NHL-Spieler wurden, bei den Houston Aeros (1973–1977) in der WHA sowie für die New England bzw. Hartford Whalers in WHA und NHL. Während bereits seine fünf Dekaden umfassende NHL-Karriere ebenfalls einen Rekord darstellt, sorgte ein Einsatz bei den Detroit Vipers der International Hockey League (IHL) im Jahre 1997 für eine sechs Jahrzehnte umspannende Profikarriere, was ebenfalls einmalig ist. Darüber hinaus prägte er den Begriff des „Gordie Howe Hattrick“.

## Karriere

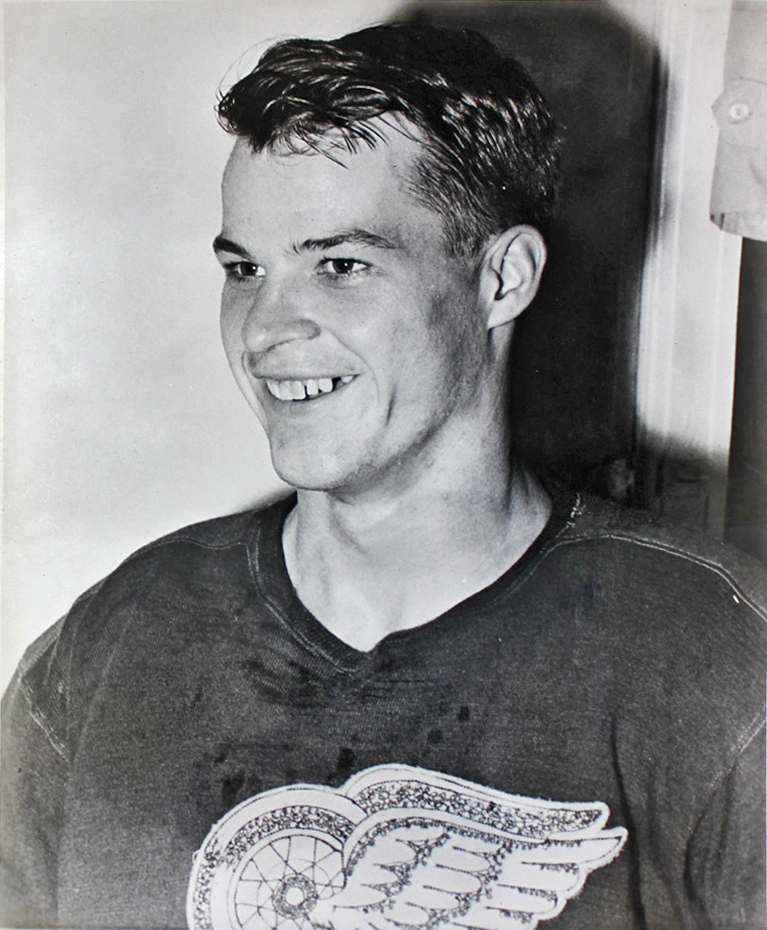
Howe, etwa 1947

Gordie Howe debütierte in der NHL im Jahr 1946 im Alter von 18 Jahren. Er bestritt sein erstes Spiel für die Detroit Red Wings und gehörte dort in den folgenden Jahren zur Production Line.
Schnell wurde er als Torschütze und talentierter Spielmacher bekannt. Aufgrund seiner physischen Stärke dominierte er seine Gegner. Insgesamt war Gordie Howe in sechs Jahrzehnten im professionellen Eishockey aktiv. Er schaffte es in 20 aufeinanderfolgenden Jahren jeweils in den Top 5 der Scorerwertung vertreten zu sein. In der Saison 1960/61 gelang Howe als erstem NHL-Spieler die Marke von 1000 Punkten (Tore plus Assists) zu erreichen – er liegt mit 1850 Punkten in den regulären Spielen immer noch an vierter Stelle. In der Folgesaison erzielte Gordie Howe am 14. März 1962 als zweiter Spieler in der Geschichte der NHL seinen 500. Treffer.

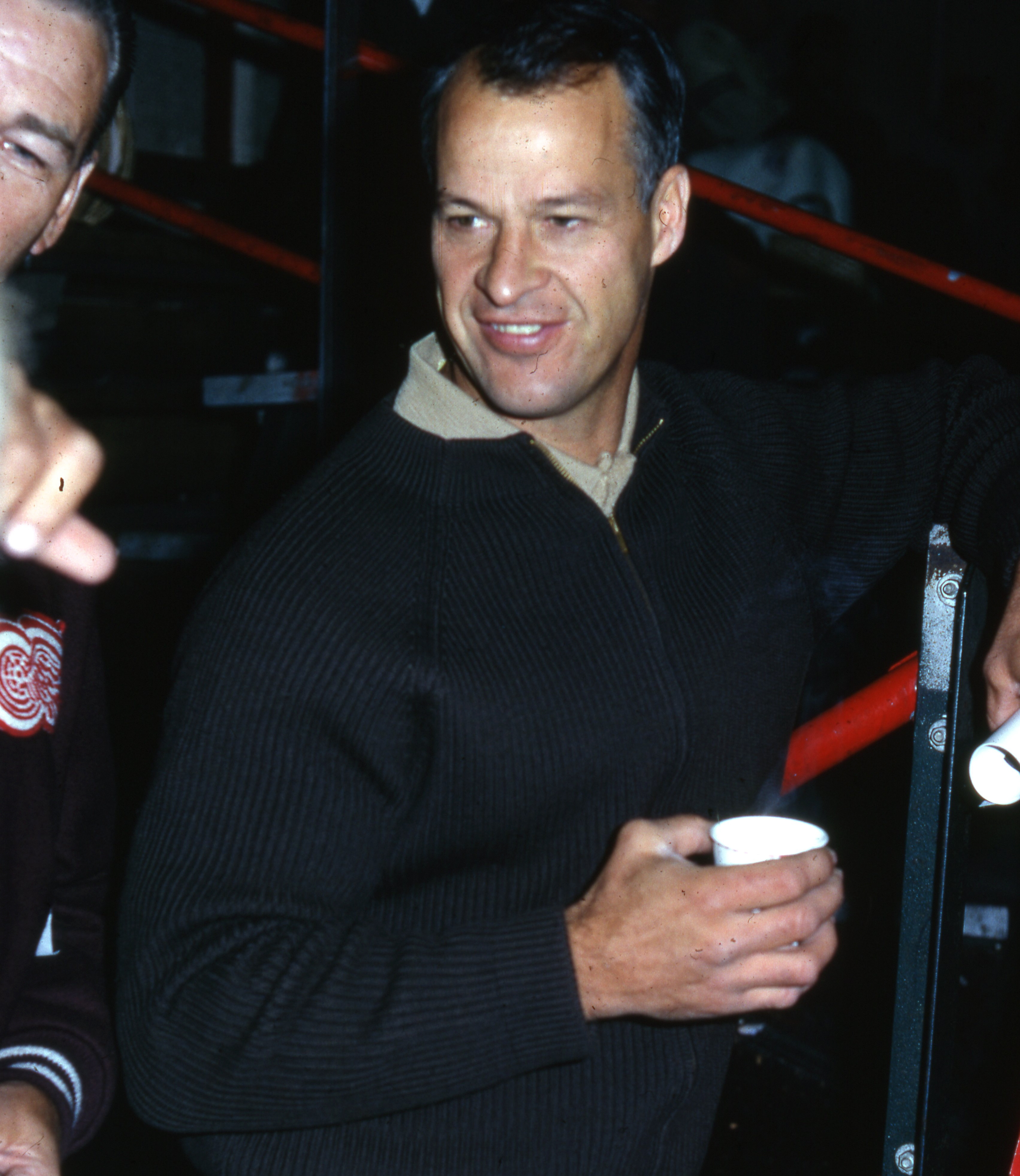
Howe, etwa 1966

Gordie Howe gewann mit den Detroit Red Wings viermal den Stanley Cup. Nach 25 Jahren zwang eine Handgelenksverletzung Gordie Howe mit dem Ende der Saison 1970/71 seine aktive Karriere zu beenden. Er wurde bereits 1972 in die Hockey Hall of Fame aufgenommen.
Ein Jahr später unterschrieb er einen Vertrag bei den Houston Aeros aus der gerade erst gegründeten World Hockey Association (WHA), die auch seine Söhne Marty und Mark Howe verpflichteten. Nach einer Operation am Handgelenk stand einem erneuten Debüt im professionellen Eishockey nichts mehr entgegen. Mit den Houston Aeros wurde Gordie Howe 1974 und 1975 jeweils Meister in der WHA, wobei Gordie Howe 1974 im Alter von 46 Jahren zum Most Valuable Player (MVP) in der WHA gewählt wurde.

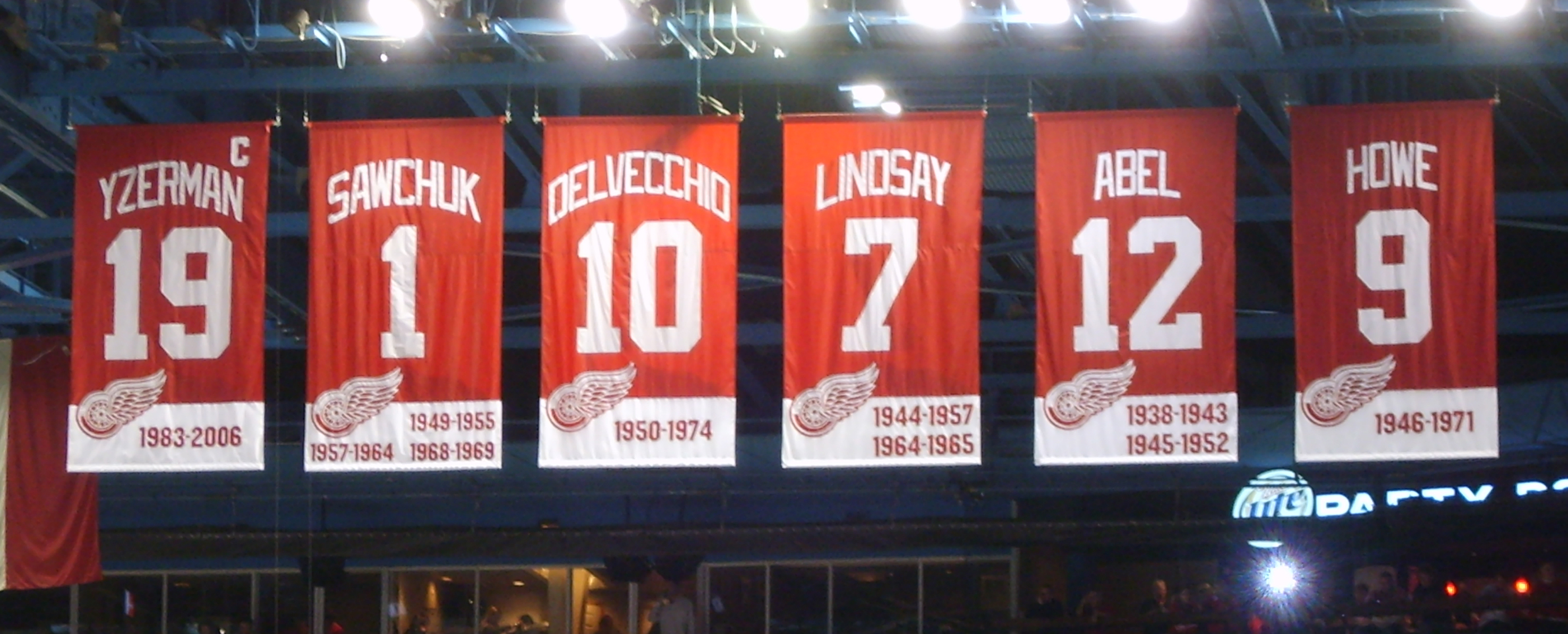
Gordie Howe war der erste Spieler, dessen Trikotnummer in Detroit gesperrt und als Banner an die Hallendecke gehängt wurde

Nachdem die WHA ihren Spielbetrieb 1979 eingestellt und mit der NHL verschmolzen war, unterschrieb der mittlerweile 51-jährige Howe einen Vertrag bei den Hartford Whalers für eine letzte NHL-Saison. Er bestritt alle 80 Ligaspiele – mit 1.767 NHL-Spielen war Howe Rekordhalter, bis Patrick Marleau ihn im April 2021 übertraf.
1997 unterschrieb er einen Vertrag über ein Spiel bei den Detroit Vipers aus der International Hockey League (IHL). Er stellte dabei einen bemerkenswerten Rekord auf, nachdem er für einen Wechsel auf das Eis kam. Er bestritt im Alter von knapp 70 Jahren und im 6. Jahrzehnt ein professionelles Eishockeyspiel.
Marty und Mark Howe – seine Söhne – waren seine Mannschaftskollegen bei den Houston Aeros und den Hartford Whalers. Seine Ehefrau Colleen ist die Gründerin der Detroit Junior Red Wings. Die Detroit Red Wings und die Hartford Whalers ehrten ihn nach dem Ende seiner Karriere, indem sie seine Trikotnummer 9 nicht mehr vergaben.

## Trivia
- Sein Bruder Vic Howe (1929–2015) war ebenso als Profieishockeyspieler aktiv wie seine beiden Söhne Mark (* 1955) und Marty Howe (* 1954). Enkel Travis Howe (* 1978) betrieb das Eishockey als Amateurspieler.
- Bart Simpson benutzte das Gesicht von Howe als Teil eines Streiches, den er seiner Lehrerin Mrs. Krabappel in der Folge Bart the Lover (dt. Die Kontaktanzeige) der Fernsehserie The Simpsons spielt.
- Gordie Howe ist Mitglied in elf verschiedenen Hall of Fames.
- Sein Name, Spitzname („Mr. Hockey“) und der Spitzname seiner Ehefrau („Mrs. Hockey“) sind eingetragene Warenzeichen.
- Der Begriff Gordie Howe Hattrick steht für die Leistung, in einem Spiel ein Tor und einen Assist zu erzielen und an einer Rauferei teilzunehmen, bei der es mindestens eine fünfminütige Zeitstrafe gibt. Gordie Howe gelang es in seiner gesamten Karriere zwei Mal, einen solchen Hattrick zu erzielen.
- Die kanadische Ska-Band „The Planet Smashers“ widmeten ihm den Song „Uncle Gordie“
- In der Spielzeit 2016/17 trugen die Detroit Red Wings auf ihrem Trikot zu Ehren Howes eine „9“
- In der Teenager-Komödie Ferris macht blau aus dem Jahr 1986 trägt Cameron Frye nahezu durchgehend ein Trikot der Detroit Red Wings mit der Rückennummer 9 und dem Spielernamen Howe.[2] Howe hatte das Trikot persönlich zur Verfügung gestellt.[3]
- Die sich seit 2018 im Bau befindliche neue Verbindungsbrücke zwischen Detroit (Michigan), USA und Windsor (Ontario), Kanada, überspannt den Detroit River und erhält ihm zu Ehren seinen Namen: Gordie Howe International Bridge. Fertigstellung ist für 2025 geplant.[4]

## Erfolge und Auszeichnungen
- 1948 Teilnahme am NHL All-Star Game
- 1949 Teilnahme am NHL All-Star Game
- 1949 NHL Second All-Star Team
- 1950 Teilnahme am NHL All-Star Game
- 1950 Stanley-Cup-Gewinn mit den Detroit Red Wings
- 1950 NHL Second All-Star Team
- 1951 Teilnahme am NHL All-Star Game
- 1951 Art Ross Trophy
- 1951 Bester Torschütze der NHL
- 1951 NHL First All-Star Team
- 1952 Teilnahme am NHL All-Star Game
- 1952 Art Ross Trophy
- 1952 Bester Torschütze der NHL
- 1952 Stanley-Cup-Gewinn mit den Detroit Red Wings
- 1952 Hart Memorial Trophy
- 1952 NHL First All-Star Team
- 1953 Teilnahme am NHL All-Star Game
- 1953 Art Ross Trophy
- 1953 Bester Torschütze der NHL
- 1953 Hart Memorial Trophy
- 1953 NHL First All-Star Team
- 1954 Teilnahme am NHL All-Star Game
- 1954 Art Ross Trophy
- 1954 Stanley-Cup-Gewinn mit den Detroit Red Wings
- 1954 NHL First All-Star Team
- 1955 Teilnahme am NHL All-Star Game
- 1955 Stanley-Cup-Gewinn mit den Detroit Red Wings
- 1956 NHL Second All-Star Team
- 1957 Teilnahme am NHL All-Star Game
- 1957 Art Ross Trophy
- 1957 Bester Torschütze der NHL
- 1957 Hart Memorial Trophy
- 1957 NHL First All-Star Team
- 1958 Teilnahme am NHL All-Star Game
- 1958 Hart Memorial Trophy
- 1958 NHL First All-Star Team
- 1959 Teilnahme am NHL All-Star Game
- 1959 NHL Second All-Star Team
- 1960 Teilnahme am NHL All-Star Game
- 1960 Hart Memorial Trophy
- 1960 NHL First All-Star Team
- 1961 Teilnahme am NHL All-Star Game
- 1961 NHL Second All-Star Team
- 1962 Teilnahme am NHL All-Star Game
- 1962 NHL Second All-Star Team
- 1963 Teilnahme am NHL All-Star Game
- 1963 Art Ross Trophy
- 1963 Bester Torschütze der NHL
- 1963 Hart Memorial Trophy
- 1963 NHL First All-Star Team
- 1964 Teilnahme am NHL All-Star Game
- 1964 NHL Second All-Star Team
- 1965 Teilnahme am NHL All-Star Game
- 1965 NHL Second All-Star Team
- 1966 NHL First All-Star Team
- 1967 Teilnahme am NHL All-Star Game
- 1967 NHL Second All-Star Team
- 1967 Lester Patrick Trophy
- 1968 Teilnahme am NHL All-Star Game
- 1968 NHL First All-Star Team
- 1969 Teilnahme am NHL All-Star Game
- 1969 NHL First All-Star Team
- 1970 Teilnahme am NHL All-Star Game
- 1970 NHL First All-Star Team
- 1971 Teilnahme am NHL All-Star Game
- 1974 Teilnahme am WHA All-Star Game
- 1974 Avco-World-Trophy-Gewinn mit den Houston Aeros
- 1974 Gary L. Davidson Award
- 1974 WHA First All-Star Team
- 1975 Avco-World-Trophy-Gewinn mit den Houston Aeros
- 1975 WHA First All-Star Team
- 1978 Teilnahme am WHA All-Star Game
- 1980 Teilnahme am NHL All-Star Game
- 2008 NHL Lifetime Achievement Award

### Sonstige
- 1963 Lionel Conacher Award
- 1971 Order of Canada
- 1972 Aufnahme in die Hockey Hall of Fame
- 1975 Aufnahme in die Canada’s Sports Hall of Fame
- 2000 Aufnahme in den Canada’s Walk of Fame
- 2010 Ehrendoktorwürde der University of Saskatchewan (Doktor der Rechte)
- 2012 Order of Hockey in Canada

## Karrierestatistik

### International
Vertrat Kanada bei:
- Summit Series 1974

(Legende zur Spielerstatistik: Sp oder GP = absolvierte Spiele; T oder G = erzielte Tore; V oder A = erzielte Assists; Pkt oder Pts = erzielte Scorerpunkte; SM oder PIM = erhaltene Strafminuten; +/− = Plus/Minus-Bilanz; PP = erzielte Überzahltore; SH = erzielte Unterzahltore; GW = erzielte Siegtore; 1 Play-downs/Relegation; Kursiv: Statistik nicht vollständig)